# Antoni Torres
Antoni Torres García (Balaguer, 29 juli 1943 - Barcelona, 24 februari 2003) was een Spaans voetballer. Hij speelde als verdediger bij onder meer FC Barcelona.

## Clubvoetbal
Torres kwam via CF Balaguer, CD Condal en Hércules CF in 1965 bij FC Barcelona. Bij Barça won hij in 1966 zijn eerste prijs, de Jaarbeursstedenbeker. Later volgden de Copa de España in 1968 en 1971 en de Spaanse landstitel in het seizoen 1973/1974. Op 1 september 1976 nam Torres na 475 wedstrijden samen met doelman Salvador Sadurní en Joaquim Rifé afscheid als profvoetballer in een erewedstrijd tegen Stade de Reims (2-0 winst).

## Nationaal elftal
Torres speelde vijf wedstrijden in het Spaans nationaal elftal. Zijn debuut was op 17 oktober 1968 tegen Frankrijk. Zijn laatste interland speelde de verdediger tegen Zwitserland op 26 maart 1969.

## Latere bezigheden
Nadat Torres zijn loopbaan als profvoetballer had beëindigd, werd hij jeugdtrainer bij FC Barcelona. Aan het einde van het seizoen 1978/1979 werd hij aangesteld als assistent van Joaquim Rifé, zijn voormalig ploeggenoot en toen hoofdcoach van de club. Het tweetal leidde de club naar winst in de Europa Cup II van 1979. Na slechte resultaten in het seizoen 1979/1980 werden Torres en Rifé echter ontslagen, waarna Torres weer jeugdtrainer werd. Hij overleed in 2003 op 59-jarige leeftijd ten gevolge van kanker.